# Voltigeure

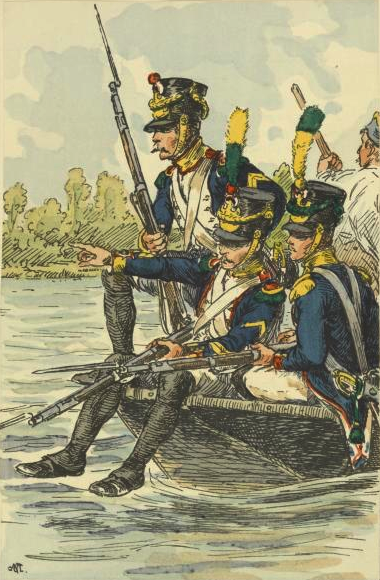
Voltigeure eines französischen Linieninfanterie-Regiments überqueren die Donau vor der Schlacht bei Wagram

Voltigeure (etwa: Bogenspringer, von voltigieren, itl. volta, frz. volte: Bogenschlag, Bogensprung) waren eine Truppengattung (Leichte Infanterie), die von Napoleon Bonaparte im März 1804 als Elitetruppe aufgestellt wurde und in Frankreich bis 1868/70 existierte.
Als Voltigeure rekrutiert wurden vor allem Männer, die wegen einer verhältnismäßig geringen Körpergröße bis dahin als ungeeignet für den Militärdienst galten. Der ursprüngliche Plan, kleinwüchsige und leichtgewichtige Infanteristen auf die Pferdekruppe hinter Kavalleristen aufspringen (voltigieren) zu lassen und als schnelle Eingreiftruppe in die vorderste Kampflinie zu transportieren, scheiterte rasch in der praktischen Umsetzung. Dennoch blieben die Voltigeure Spezialisten für das zerstreute Gefecht. In der Plänklertaktik ausgebildet, zählten sie zu den besten Schützen der Armee. Sie übernahmen damit die aufgelockerte Kampfesweise der Tirailleure, die während der Französischen Revolution aufgestellt worden waren.
Anfangs in selbständigen Kompanien organisiert, wurden die Voltigeure später den Infanteriebataillonen zugeschlagen. Jedem Bataillon Linieninfanterie (Füsiliere) oder leichter Infanterie (Jäger, Chasseurs) war eine Kompanie Voltigeure beigeordnet. Sie bildete den linken Flügel und war zum zerstreuten Gefecht bestimmt (den rechten Flügel als massierte Sturmformation stellten bei der Linieninfanterie die Grenadiere, bei der leichten Infanterie die Karabiniers). 
In Napoleons Kaisergarde versahen die Aufgabe der Voltigeure seit 1809 eigenständige Tirailleur-Regimenter als Teil der Jungen Garde. Die sogenannten Tirailleur-Jäger wurden 1811 umbenannt in Voltigeure, die Tirailleur-Grenadiere hießen seitdem schlicht Tirailleure.
Die Voltigeure der Linientruppen wurden 1868 von Kaiser Napoléon III. abgeschafft, da die neu geschaffene Einheitsinfanterie generell für das aufgelockerte Schützengefecht befähigt sein sollte. Vier Regimenter verblieben zur Traditionswahrung in der kaiserlichen Garde, die aber mit dem Kaisertum 1870 zu Grunde ging.
Abzeichenfarbe der Voltigeure war stets gelb (Epauletten komplett oder deren Halbmonde, teilweise auch Kragen).